# Ander Herrera
Ander Herrera Agüera (Bilbao, 14 de agosto de 1989) é um futebolista espanhol que atua como meio-campista. Atualmente joga no Boca Juniors.

## Carreira

### Zaragoza
Começou sua carreira no Zaragoza

### Athletic Bilbao
Em 2011 assinou um contrato de duração de cinco anos para defender o Athletic Bilbao, que foi efetivado em 1 de julho.
Herrera encerrou sua passagem pelo Bilbao onde atuou entre 2011 e 2014, somando 128 partidas, ao ser vendido ao Manchester United.

### Manchester United
Em 26 de junho de 2014, foi contratado por quatro anos pelo Manchester United.
Já no dia 7 de junho de 2019, após 5 temporadas no clube, não teve seu contrato renovado e deixou os Diabos Vermelhos.
Em 189 jogos pelo United, Ander  Herrera anotou 20 golos e conquistou uma Liga Europa, além de duas Copas da Inglaterra.

### Paris Saint-Germain
No 4 de julho de 2019, assinou por cinco temporadas com o Paris Saint-Germain.
O Ander estava fora dos planos do técnico Christophe Galtier assim negociou sua rescisão com o PSG onde anotou 11 gols marcados e 19 assistências em 128 partidas pelo time francês.

### Retorno ao Athletic Bilbao
Ander Herrera regressou ao Athletic Bilbao por empréstimo do Paris Saint-Germain, até final da época 2022/23, anúncio feito em 27 de agosto, o acerto entre os clubes inclui a opção de o Athletic adquirir todos os direitos federativos e econômicos de Herrera para época 2023/24.

### Boca Juniors
No dia 17 de janeiro de 2025, o Boca Juniors anunciou a contratação do meia espanhol.

## Títulos
Manchester United
- Copa da Inglaterra: 2015–16[11]
- Supercopa da Inglaterra: 2016
- Copa da Liga Inglesa: 2016–17
- Liga Europa da UEFA: 2016–17

Paris Saint-Germain
- Supercopa da França: 2019
- Campeonato Francês: 2019–20, 2021–22
- Copa da Liga Francesa: 2019–20
- Copa da França: 2019–20, 2020–21

Athletic Bilbao
- Copa do Rei: 2023–24